# جيم إيكي
جيمس إيكيتشوكو إيسوموجا، المعروف باسم جيم إيكي، هو ممثل نيجيري وأحد نجوم فيلم «آخر رحلة لأبوجا».

## النشأة والتعليم
ولد في 25 سبتمبر 1976 في ليبرفيل بالغابون. والديه هما السيد والسيدة ستيفن أوكولو، وهو الولد الوحيد في عائلة مكونة من ثمانية أطفال. أكمل تعليمه الثانوي من 1985 إلى 1991.
درس جيم إيكي في جامعة جوس بولاية بلاتو حيث حصل على دبلوم في العلوم المالية والمصرفية ثم بكالوريوس في الفلسفة.

## حياته المهنية
بدأ جيم آكي التمثيل في عام 2001. إنه أحد الممثلين الأعلى أجراً في نوليوود، وظهر في أكثر من 150 فيلمًا. أسس شركة لإنتاج الأفلام في عام 2007، ثم بدأ علامته الموسيقية الخاصة «تسجيلات جامحة». أنتج أول ألبوم بعنوان «من أنا؟» وضم بعض أفضل الموسيقيين النيجيريين مثل «توفيس إديبيا» و«ساوند سلطان».

## الجدل
انتشر فيديو مثير للجدل لـ «خلاص» إيكي المزعوم في كنيسة جميع الأمم، بقيادة القس تي بي جوشوا، وأدى إلى نقاش حاد على وسائل التواصل الاجتماعي. يفترض أن «الروح الشريرة» اعترفت بأنها كانت وراء عدم قدرة إيكي على الزواج.

## الإحسان
آيك هو مؤسس مؤسسة جيم إيكي للأطفال ذوي الإعاقات الخاصة. زار كينيا في ديسمبر 2012 لدعم حملة «اصنع فارق»، وهي مشروع خيري أسسه كريستوفر جراي، والفنانة الجامايكية في قاعة الرقص سيسيل.

## الحياة الشخصية

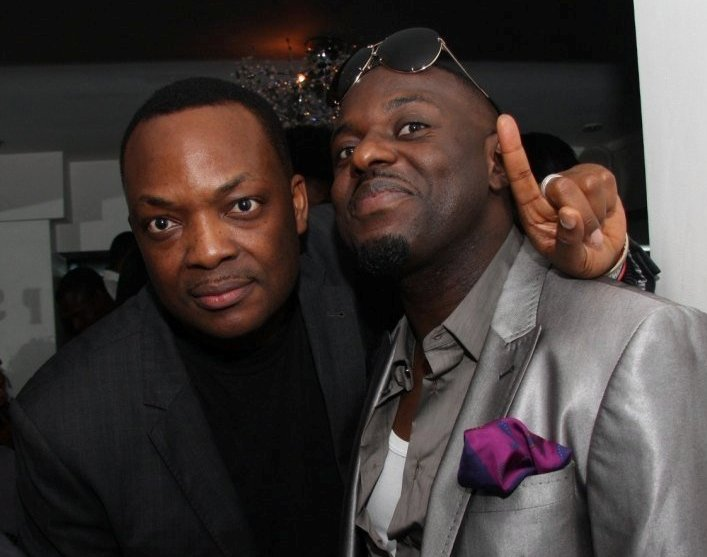

إيكي يحمل الحزام الأسود في التايكوندو. وفي أبريل 2019 انتقل نجم نوليود إلى إنستغرام للإعلان عن ولادة ابنه حيث قام بتحميل صورة تظهره وطفله المولود حديثًا بين ذراعيه.